# Franciaországi Adél
Franciaországi Adél (Adèle de France / Adélaïde de France / Alix / Aélis) (1160. október 4. – 1220 körül) Vexin grófnője , VII. Lajos francia király és Kasztíliai Konstancia hercegnő második lánya. 
Apja nyilván csalódott, mikor  második felesége másodszor is leánygyermeket hozott világra a hőn áhított trónörökös helyett, akit már az első királyné sem tudott megadni az uralkodónak. Adélnak volt egy nővére, Margit, aki 1157 novemberében született. Apjuk előző házasságából volt két féltestvérük is: Mária és Alíz, akik Aquitániai Eleonóra hercegnő leányai voltak.
Pár héttel Adél születése után a kislány édesanyja, Konstancia meghalt, és Lajos újranősült, ezúttal Champagne-i Adélt vette nőül, aki 1165. augusztus 21-én végre világra hozta a várva várt trónörököst, aki a Fülöp Ágost nevet kapta. (Született még egy leányuk is, Ágnes 1171-ben.)
1169-ben, a 8 éves hercegnőt hivatalosan is eljegyezték II. Henrik angol király egyik fiával, Richárd herceggel, ám a frigy végül sohasem köttetett meg, annak ellenére, hogy még abban az évben Angliába utazott a lány, hogy az esküvő előtt jól megtanulhassa az angol udvari etikettet és az ország nyelvét, szokásait. 
1177-ben, a menyegző előtt nem sokkal III. Sándor pápa nyomására II. Henrik már nem szorgalmazta annyira a házasságot, így aztán az meghiúsult. (Korabeli pletykák szerint Henrik azért nem akarta, hogy Adél Richárd felesége legyen, mert állítólag a hercegnő és a király szeretők voltak, sőt talán még született is egy közös gyermekük. Richárd azzal indokolta az eljegyzés felbontását, hogy nem hajlandó nőül venni apja egykori ágyasát. Adél ezek után visszatért Franciaországba.)
Henrik 1189-ben elhunyt, Oroszlánszívű Richárd pedig 1191. május 12-én nőül vette Navarrai Berengáriát, habár papíron még mindig Adél vőlegénye volt. Adél öccse, Fülöp Ágost ezek után felajánlotta nővére kezét Richárd öccsének, János hercegnek, ám végül nem került sor erre a házasságra sem, Richárd és János édesanyja, Aquitániai Eleonóra ellenérvei folytán. 
Adélt harmadszorra is eljegyezték, ezúttal azonban tényleg sor került az esküvőre. A hercegnő hitvese nem más lett, mint II. Vilmos, Ponthieu grófja, akihez 1195. augusztus 20-án ment nőül. (Fülöp remélte, hogy amennyiben a frigy gyermektelen maradna, akkor az ő fennhatósága alá kerülne az észak-franciaországi tartomány, Ponthieu területe.) 
Vilmos 18 évvel volt fiatalabb nejénél. 
A házaspárnak három leánya született:
- Jeanne, aki még közvetlenül a születése után meghalt
- Marie, aki 1197-ben vagy 1198-ban született, s apja egyetlen örököseként később Ponthieu grófnője lett. Az ő unokája lett az a Kasztíliai Eleonóra, aki I. Eduárd angol király felesége lett, s esküvője előtt hozományként megkapta Ponthieu-t, s Adél örökségét, Vexin tartományát is.
- Isabelle

A grófné 1220 körül halhatott meg, férje pedig egy évvel később, 1221. október 4-én, néhai hitvese születésnapján követte őt a túlvilágra.